# Wablo
Der Wablo ist ein 552 m hoher Gipfel auf der südpazifischen Insel Erromango im Staat Vanuatu.

## Vulkanische Aktivität
Der Berg liegt südlich des höchsten Gipfels, des Santop, im Westen der Insel. Im Norden schließt sich der Gipfel Wormous (439 m) an und östlich der Ménèl (618 m).